# Le Requin
Die Le Requin (Deutsch: Der Hai) war ein Segelschiff vom Typ Schebecke und stand im Dienst der französischen Marine. Das Schiff wurde 1751 in Toulon zu Wasser gelassen und kam im Mittelmeer gegen Piraten – und dabei vor allem gegen Barbaresken-Korsaren – zum Einsatz. Nach einer wechselhaften Geschichte und Einsätzen im Siebenjährigen Krieg wurde das Schiff 1770 außer Dienst gestellt.

## Konstruktion und Bewaffnung
Das Schiff hatte, wie bei Schebecken üblich, einen verhältnismäßig schmalen Rumpf mit weit überstehendem Bug (einschließlich Bugspriet) und Heck. Dazu kamen drei Masten, von denen der vordere und der hintere von der Schiffsmitte weg geneigt waren. Die Takelage bestand aus drei Lateinersegeln. Diese konstruktiven Eigenschaften machte das Schiff sehr wendig und vor allem am Wind sehr schnell. Die Le Requin hatte eine Länge über alles von 57,70 m, eine Breite von 8,50 m und eine Gesamthöhe von 44,70 m. Der Tiefgang betrug 2,80 m bei einer Verdrängung von 280 Tonnen. Der mitgeführte Proviant erlaubte eine Ausdauer auf See von 50 bis 60 Tagen. Die Bewaffnung bestand aus 24 Kanonen der Größenordnung 8-Pfund. Die Besatzung bestand aus circa 110 bis 150 Mann, wovon normalerweise 7 bis 10 Offiziere waren. Hinzu kamen bis zu 80 Marinesoldaten.

## Geschichte
Die Le Requin wurde Ende Juli 1750 in Toulon auf Kiel gelegt. Der Stapellauf fand am 14. März 1751 statt und die Indienststellung erfolgter nach der Ausrüstung im Oktober 1752. Vorausgegangen war die Forderung der französischen Marine nach einem schlagkräftigen Schiffstyp, welcher gegen die kleinen und wendigen Schiffen der Piraten im Mittelmeerraum zu jener Zeit vorgehen konnte,  da sich die Fregatten, auf welche sich die Marine stützte, als zu langsam erwiesen hatten. Insbesondere der damalige Staatssekretär für die Marine, Jean-Frédéric Phélypeaux de Maurepas setzte sich für die Entwicklung eines kleineren Schiffstypen ein. Dies geschah entgegen dem damaligen Trend der großen Marinen, tendenziell immer größere und stärker bewaffnetere Schiffe, wie dem 74-Kanonen-Schiff oder Dreideckern, zu bauen. Der verantwortliche Konstrukteur Jose Caubet und sechs extra für diese Aufgabe von den Balearen angeworbene Zimmermänner orientierten sich bei ihrem Werk sowohl an Küstenschiffen, wie sie an der Maghrebküste üblich waren, als auch in der Formgebung an Galeeren. Gelegentlich wird der Schiffstyp auch als Mischung von Dromone und Schoner bezeichnet. Das Ergebnis waren vier Schiffe dieser Bauart, von denen die Le Requin das erste im Wasser war, nachdem sie kurz nach der L’Indiscret als Zweite auf Kiel gelegt worden war. Es folgten noch zwei etwas kleinere Schwesterschiffe mit jeweils nur 18 Kanonen, diese  waren die Le Rusé und die Le Serpent. (zu Deutsch: Der Gerissene und die Schlange.)
Die ersten Fahrten führten die Le Requin entlang der Küste der Provence zur Absicherung der dort tätigen Händler und mit einer kurzen Unterbrechung im Sommer 1753, bei welche strukturelle Schäden am Hauptmast behoben wurden, blieb es bis Ende 1755 bei Patrouillen zum Küstenschutz. Mit Ausbruch des Siebenjährigen Krieges im Mai 1756 erhielt die Le Requin die Aufgabe, die Route von Toulon nach Maó auf Menorca zu sichern, nachdem die damals britische Insel kurz davor durch Frankreich besetzt worden war. Es folgten Expeditionen gegen englische Schiffe und weitere Patrouillen zum Küstenschutz, 1759 vor allem vor der Küste von Languedoc. Zeitgleich diskutierte die Admiralität auch einen Einsatz in der Karibik, um auch dort Kaperfahrten gegen die Briten durchzuführen. Man verwarf die Idee aber wieder, da man sich bezügliche der notwendigen Hochseetüchtigkeit für die Atlantiküberquerung bei einem derart schmalen und leichten Schiff mit vergleichbar niedrigem Freibord nicht sicher war. Nach einer erfolglosen Kaperfahrt zum Beginn des Jahres 1761 wurde das Schiff ab März des Jahres überholt und ausgebessert. Nachdem dieses erfolgt war, gelang im August des gleichen Jahres die Kaperung des unter britischer Flagge fahrenden Handelsschiffes La Pethia, welches von Izmir kommend auf dem Weg ins italienische Livorno war.
Aufgrund der anhaltenden Erfolge des Schiffstyps beschloss die Admiralität im Dezember 1761 den Bau von vier Nachfolgern des Typs Schebecke. Für die Le Requin folgte 1762 eine Expedition vor Malta, um den englischen Handelsverkehr zu stören. Nach deren Abschluss und während des anschließenden Werftaufenthaltes wurde die Takelage verändert. So kam am nunmehr verlängerten Hauptmast ein ergänzendes Marssegel und am vorderen Mast ein Stagsegel zum Einsatz. Nachdem die Überarbeitungen abgeschlossen waren, folgten Kontrollfahrten entlang der Küsten von Sardinien und im Anschluss ging es auf Patrouillen an die so genannte Berberküste, die unter anderem nach Tripolis, Tunis und Algier führten, um weiter gegen britische Schiffe vorzugehen. Vom 13. Juli bis 17. August 1763 erfolgte in Toulon eine letzte Überholung des alternden Schiffes. Mit dem Ende des Siebenjährigen Krieges wurde es dann 1764 der Reserve zugeteilt und im Dezember 1770 endgültig außer Dienst gestellt.

## Trivia
Das Schiff erfreut sich bis in die Gegenwart unter Modellbauern – mutmaßlich aufgrund der harmonischen Formgebung und des unkonventionellen Designs – großer Beliebtheit. Bereits in der zweiten Hälfte des 18. Jahrhunderts wurde ein erstes Modell gefertigt, welches noch heute im Musée national de la Marine in Paris besichtigt werden kann.